# Subito texto
Subito texto est une série télévisée jeunesse québécoise en 309 épisodes de 23 minutes créée par Martin Doyon et diffusée entre le 6 janvier 2014 et le 29 mars 2017 à Télé-Québec, ainsi que sur TFO.

## Synopsis
Subito texto met en scène les péripéties de cinq jeunes dynamiques qui vivent leurs premiers pas à la fois dans le monde de l'adolescence et celui du secondaire avec leur entrée à la polyvalente Victoire-Desmarais. Jennifer, Maude, Mélanie, Sami et Vincent côtoient un nouvel univers à découvrir qu'ils tentent d'apprivoiser tout cela entourés de professeurs et d'amis en plus de leurs familles (parents, frères et sœurs). Les aventures peu banales de ces cinq élèves est source d’espoirs, mais aussi d’inquiétudes car le passage de l’enfance à l’adolescence ne se fait pas sans heurts et offre son lot de situations cocasses, à l’école, comme à la maison. Tous ensemble ils profitent donc de ces moments au secondaire débordant de promesses et de rebondissements !
La série dépeint la jeune génération ancrés dans la réalité des adolescents d'aujourd'hui et ce à travers les transformations sociales générées par les nouvelles technologies. Mais, s’ils communiquent par le biais de nombreux écrans, ceux-ci savent encore bâtir et entretenir des relations interpersonnelles significatives! Ainsi, les cinq héros de la série réuniront leurs talents et leurs passions autour d’un projet commun : la revitalisation du journal étudiant. À force de persévérance, ils réussiront à changer leur monde, en découvrant au passage les vertus de l’engagement. L'émission, qui s’adresse principalement à un public de 11 à 15 ans, dresse un portrait fidèle du quotidien de tous étudiants du secondaire : leur vie sociale, familiale, amoureuse, etc. Les téléspectateurs se reconnaîtront dans ces personnages réalistes qui vivent des situations semblables aux leurs, se retrouvant dans leurs maladresses et leurs péripéties : qu’il s’agisse d’une chicane entre amis, de la rédaction d’articles pour le journal de l’école ou de l’inconnu lors d’un déménagement. Cette jeunesse dépeinte dans Subito texto fait preuve, à chaque épisode, de créativité et d’innovation pour résoudre tous les problèmes qui se présentent à eux tout en apprenant à se connaître et à forger leur identité. Cela fait alors d'eux pour ceux qui écoutent des modèles de leadership positif au sein d’un groupe et les amènent à devenir des citoyens engagés et responsables.

## Distribution

### Acteurs principaux
- Romane Denis : Mélanie Prud’Homme
- Camille Felton : Jennifer Blais
- Louka Grenon : Sami Mazari
- Alice Morel-Michaud : Maude Allard-Fraser
- Antoine Olivier Pilon : Vincent Beaucage (saisons 1 à 3)
- Luka Limoges : Vincent Beaucage (saisons 4 à 5)

### Acteurs secondaires
Famille Mazari
- Joseph Antaki : Saad Mazari
- Natalie Tannous : Fatima Mazari
- Aurélia Arandi-Longpré : Nadya Mazari

Famille Beaucage
- Rémi-Pierre Paquin : Alain Beaucage
- Marie Turgeon : Marie Pichette
- Robert Naylor : Francis Beaucage (saisons 1 à 3)
- Félix-Antoine Duval : Francis Beaucage (saisons 4 et 5)
- Josquin Beauchemin : Julien Beaucage
- Rose-Maïté Erkoreka : Brigitte Blais

Famille Allard-Fraser
- Normand D'Amour : Jacques Fraser
- Catherine Sénart : Stéphanie Allard
- Sabrina Bégin Tejeda : Audrey Allard-Fraser (saison 1)
- Charlotte Legault : Audrey Allard-Fraser (saisons 2 et 3)
- Audréane Carrier : Audrey Allard-Fraser (saisons 4 et 5)
- Xavier Loyer : Julien Allard-Fraser

Parents
- François Chénier : Jean-Pierre Prud’homme
- Julie Ménard : Guylaine Bergeron-Laramée
- Gildor Roy : Donald Laramée

Amis
- Antoine DesRochers : Benjamin Laramée
- David Beaudoin : Hugo Charlebois
- Julie Djiezion : Félicie Étienne
- Gabrielle Fontaine : Julie-Pier Isabelle
- Charles-Émile Lafleur : Brandon-Lee Saint-Pierre-Saint-Martin
- Pierre-Luc Lafontaine : Bastien Jacques
- David Poirier : Marc-Olivier Roy
- Claudia Bouvette : Sierra Marceaux-Desgagnés
- Émilie Bierre : Gaïa Marceaux-Desgagnés
- Kalinka Petrie : Danaé Tremblay-Larochelle
- Anthony Therrien : Jeremy Thivierge
- Lou-Pascal Tremblay : Antoine Labrie
- Milya Corbeil-Gauvreau : Cindy Gladu
- Antoine Marchand-Gagnon : Mathis Gladu
- Camille Massicotte : Aïcha Berkani
- Gabriel Forest : Geoffroy Deguire
- Dominique Laniel : Nadine Miron
- Étienne Galloy : Morceau

Professeurs et entourage 
- Myriam LeBlanc : Mona S. Tanguay
- Pierre-François Legendre : Georges Boily
- Iannicko N'Doua-Légaré : Frank Davidson-Blouin
- Geneviève Rioux : Nicole Préfontaine
- Marie-Soleil Dion : Jasmine Cardinal (saison 2)
- Mélissa Désormeaux-Poulin : Isabelle Milani (saison 1)
- Joëlle Paré Beaulieu : Kim Larue
- Raymond Cloutier : Viateur Nolin
- Carmen Sylvestre : Mme Café
- Stéphane Jacques : Max Michaud
- Charles Sirard Blouin : Kevin Rochon
- Frédéric Savard : Guy Brulotte
- Marie-Hélène Thibault : Mélany Gladu
- Pierre-Alexandre Fortin : Damien Tranchemontagne
- Linda Laplante : Concierge
- Francis Martin : Raphaël Jolicœur
- Louise Turcot : Ginette St-Pierre
- Éric Paulhus : Cyprien Jasmin
- Geneviève Brouillette : Viviane Anger

### Participation spéciale
- Stéphane Breton : Bruno Gendron (Épisode : Un étrange visiteur)
- Naomi La : Kelly-Ann (Épisode : Gardiens ahuris)
- India Desjardins : elle-même (Épisode : Bye-bye, cigares au chou!)
- Mario Jean : M. Déziel (Épisode : Quelque chose d'important)
- Guillaume Lemay-Thivierge : lui-même (Épisode : Docteur Maude Tsu!)
- Béatrice Aubry : Véronika (Épisode : Poupoune ou pas poupoune)
- Chantal Lamarre : Odile Nadeau-Gariépy (Épisode : Pour une poignée de quetzals)
- Jules Philip : Michel (Épisode : Fric et fête)
- Billy Tellier : Raphael Robidoux (Épisode : L'intrus)
- Timothy Robert : Dave Chagnon (Épisode : Maude vs Thivierge)
- Dominique Pétin : Grenadine/Virginie (Épisode : Grenadine)
- Jules Saladzius : Pierre-Paul Houde (Épisode : Pas un cadeau)
- Catherine Proulx-Lemay : Anne-Sophie (Épisode : (Pas) seuls au monde)
- Micheline Bernard : Frieda Müller (Épisode : Quel cheni!)
- Sonia Cordeau : Annick Dallaire (Épisode : Le Défi des réparateurs)
- Olivier Aubin : Johnny Magie (Épisode : Diamant doux)
- Josée Deschênes : Julie Goyette (Épisode : Un cheval dans l'engrenage)

## Épisodes

### Première saison (Hiver 2014)
1. C'est la rentrée !
2. La liste de Maude Allard-Fraser
3. Chronologie d'une catastrophe
4. Jennifer
5. Cousin, cousine
6. Mission : Possible
7. Oh non pas lui ! Oh non pas elle !
8. Les crâneurs
9. Y a pas de fumée sans odeur !
10. La grande soirée
11. Ping pong et pouche pouche!
12. Petit mensonge deviendra grand
13. Comment avoir du chien
14. Le local secret, pas si secret
15. La fusée d'Alger
16. Être ou ne pas être un vrai ado
17. Moi mes souliers
18. Les midis-défis
19. Cauchemars en vrac
20. Les bons repas en famille
21. De zéros à héros
22. Un étrange visiteur
23. Les poches
24. Les conseils du pro
25. Liquidation total
26. Génies... dans le champ
27. Chasse à l'araignée
28. Respirons par le nez
29. CCC: Cupcakes, catapulte et catastrophes
30. Trahison en saumon
31. Courses et raccourcis
32. Le disque d'or
33. Intimité et amitié
34. Le concert
35. Virus de gars
36. Déchouchoutisation
37. Les mystère de Jennifer
38. Vincent le faussaire
39. La disparition
40. Les envahisseurs
41. 100% Beaucage
42. Mélanie est accro
43. Flaming Star
44. Plagiera, plagiera pas
45. Un peu, beaucoup, passionnément
46. Les pros de la pub
47. Le ver dans le macaroni
48. Les bleus de l'amitié

### Deuxième saison (Automne 2014)
1. La grande visite
2. La stratégie du baklava
3. Terrains glissants
4. La critique
5. Finir sur un bang!
6. Les ennamies
7. Déménager sur la lune
8. 2 partys pour le prix d'un
9. Le roman de Maude
10. L'alarme à l'œil
11. Hockey, guitares et bactéries
12. La nuit, tous les casiers sont gris
13. À un flip de la victoire
14. Patient Zéro
15. Un cellulaire avec ça?
16. L'opération pâté chinois
17. Chacun son trophée
18. Gardiens ahuris
19. La râclée de Vincent
20. Maude Lagaffe
21. 3-2-1... zéro!
22. Taches et tâches ménagères
23. Le pacte!
24. En bas de l'échelle
25. l love ma mère!
26. L'exclusion
27. Décroche
28. Hantises
29. Maux de tête pour tous
30. La peur est ketchup!
31. Vincent Beaucage : le retour
32. Jennifer contre la druidesse elfique
33. Bisbilles et goupilles
34. Piles et batteries de cuisine
35. À chaque guenille
36. Positivement positif
37. Tout va bien, mais rien ne va plus!
38. La recette de l'amitié
39. Si le biscuit le dit
40. La clé de l'énigme
41. Un non pour un nom
42. Vincent, pour vous aider!
43. Bye-bye, cigares au chou!
44. Un deltaplane pour P-P
45. Injustice pour tous
46. Casse-têtes ou casse pieds?
47. Le redoutable appel
48. Quelque chose d'important

### Troisième saison (Hiver 2015)
1. Les barniques d'or
2. Demandes spéciales
3. Pas de bretelles-spaghetti pour Mélanie !
4. Chacun pour tous
5. Docteur Maude Tsu!
6. Le cœur est un jujube
7. Les petites cornes
8. Sami fait la loi
9. Au ballotage cette semaine...
10. Branle-bas de combat!
11. Missions et démissions
12. Partez!
13. Ramdamadan
14. Cause à effet
15. Ouste maman!
16. Des robots et du radon
17. Frousse pour tous
18. Poupoune ou pas Poupoune
19. Tout un numéro
20. Trop de secrets pour rien
21. C'est du sport
22. Vert comme une betterave
23. Rewind
24. Les aventuriers du crayon perdu
25. On est une équipe!
26. Dis-moi ce que tu portes
27. Olé olé!
28. La gibelotte qui fait déborder le vase
29. Le parfum de la victoire
30. Il faut «caser» papa
31. Capitaine Von Jacques
32. L'ultime humiliation
33. Bon voyage, les parents!
34. Danger, vie privée !
35. Éclipse 2.0
36. S.O.S GPS
37. Cafouillage avant la finale
38. Le doigt dans l'œil
39. Oh, la boulette !
40. Mathémacœur
41. Partira, partira pas
42. Je veux!
43. PEI, non merci !
44. Gagner sa croûte
45. Le talent, c'est pas tout!
46. Le passé revient!
47. Une fin d'année à l'eau ?
48. Le spectacle doit continuer !

### Quatrième saison (Automne 2015 - Hiver 2016)
1. Fini les vacances !
2. Pas de fumée sans tremblement de terre
3. Juge et jugements
4. L'amour en sandwich
5. La rentrée de Sierra
6. La fiesta mexicaine
7. AKILACRAK?
8. Toilette, copains et cie
9. Le/la représentant(e)
10. Le vol du papillon
11. Attention, fragile
12. Le mot d'amour
13. Comme un pool pas de tête
14. SOS bonté
15. Histoires d'odeurs
16. Saméo et Jennifette
17. Chic et de bon goût
18. Hockey et hoquet
19. Albert2
20. Coach Fatima
21. 3 candidats, 2 danseurs et 1 tunnel
22. La musique adoucit les mœurs… mais pas toujours
23. Pour une poignée de quetzals
24. Si la tendance se maintient
25. Le débat des chefs
26. Ingérence parentale
27. Ciel, ma maman !
28. Un vol pour un vol
29. Processus de débizarrisation
30. Le mystère de la bague perdue
31. La guerre du local
32. Sami Chill et Brandon-Star
33. Et si on chantait ?
34. Fric et fête
35. Voir double
36. Biscuits pour timbrés
37. Ma mère, ma rivale
38. Hip hop au cube
39. Vis ta vitamine
40. Les règles du jeu
41. Tatouage clandestin
42. L'intrus
43. Mon idole et Harmonie
44. Les Allards-Fraser-Prud'homme
45. Le gros mensonge de Marc-O
46. Embarrasse-moi
47. Écrire, Écrire
48. L'angoisse du castor
49. Improbables prévisions
50. Y'a pas juste le hockey dans' vie
51. À la trace
52. Un jeu d'enfant
53. Les trolls de platine
54. Sèche tes cours, Maude Allard-Fraser
55. L'amour des autres
56. La petite peste
57. Les petites rats de l'aréna
58. Peut contenir de la violence
59. Maude vs Thivierge
60. Grenadine
61. Un dimanche pas comme les autres
62. Une journée sans faute
63. La chambre de Mélanie
64. Mange ta main
65. Parents performants - Ados mécontents
66. Pas un cadeau
67. Consommation responsable
68. Congé parental
69. Les bijoux de famille
70. Un prétendant qui ne fait pas le poids
71. Imbroglio au lave-auto
72. Bennifer temporaire
73. Potins ou pas potins?
74. Le chouchou de Mona
75. Mensonge plus vrai que nature
76. La dureté du mental
77. Un mariage en acrostiche
78. La piqûre de toi
79. Les amours pas imaginaires
80. Service de garde
81. En pause
82. Au bout du rouleau
83. Vous repasserez
84. De l'alcool à l'école
85. La touche finale
86. Grand débordement
87. Ni chaud ni froid
88. Bas les masques!
89. Nina-Cerise se montre la fraise
90. Le BIG BANG
91. Une école la nuit
92. T'es bon l'jeune!
93. C'est MA place
94. Les leggings de grand-maman St-Pierre
95. L'habit fait le Roméo
96. Vive les mariés

### Cinquième saison (Automne 2016 - Hiver 2017)
1. L'amour frappe un mur
2. Passe-moi la puck
3. D'amour et de frites fraîches
4. La fièvre du dernier samedi soir
5. Les rois de V-D
6. Ensemble malgré tout !
7. Temps manquant, adieu manqué
8. Papa a raison
9. Menteur Mentor
10. La misère des riches
11. L'entraînement de Vincent
12. Un projet fou
13. Pommes de discorde
14. La peine d'amour de Marc-O
15. Caviar et PKmoothie
16. Un cadeau empoisonné
17. (Pas) seuls au monde
18. Ce qui se passe pas à Vegas
19. Pauvre qui peut!
20. Tout le monde debout!
21. J'aurais voulu être un artiste
22. Un lancement dans ta face!
23. Un fer plat vraiment pas plate
24. Dead Sami
25. Band et substituts
26. Quel cheni!
27. À l'imposture!
28. Apparences trompeuses
29. Les coquerelles magiques
30. Le Défi des réparateurs
31. Tous des colons
32. PK, skate et ketchup
33. Méthodes de grand-mère
34. Vedettes en folie
35. Qui ne risque rien n'a rien
36. Je suis Bernie
37. Mississippi
38. La boss des affaires
39. Téléguidés!
40. Bouche à bouche
41. Tonnerre mortel
42. Bernie 911
43. Diamant doux
44. Comment berner Bernie
45. On est fiable ou on ne l'est pas
46. Chut!
47. La journée MAF!
48. Ô Canada
49. V+S pour toujours
50. Paris pas cher
51. Tout le monde tout nu!
52. La roue tourne
53. Le bal est dans ton camp
54. Intimidation chronique
55. Le mur des célébrités
56. Les foulards anarchiques de la liberté
57. Comme des chips et de la crème glacée
58. Amour et éprouvettes
59. Comment vendre sa salade
60. Transformation extrême
61. Pire... excuse...de l'histoire!
62. La relativité de l'excellence
63. Super fiers!
64. Un cheval dans l'engrenage
65. Sans toi à San Francisco
66. L'amour des autres
67. Ça déménage!
68. Bal et ballotages
69. L'avenir est à nous!